# Match complet

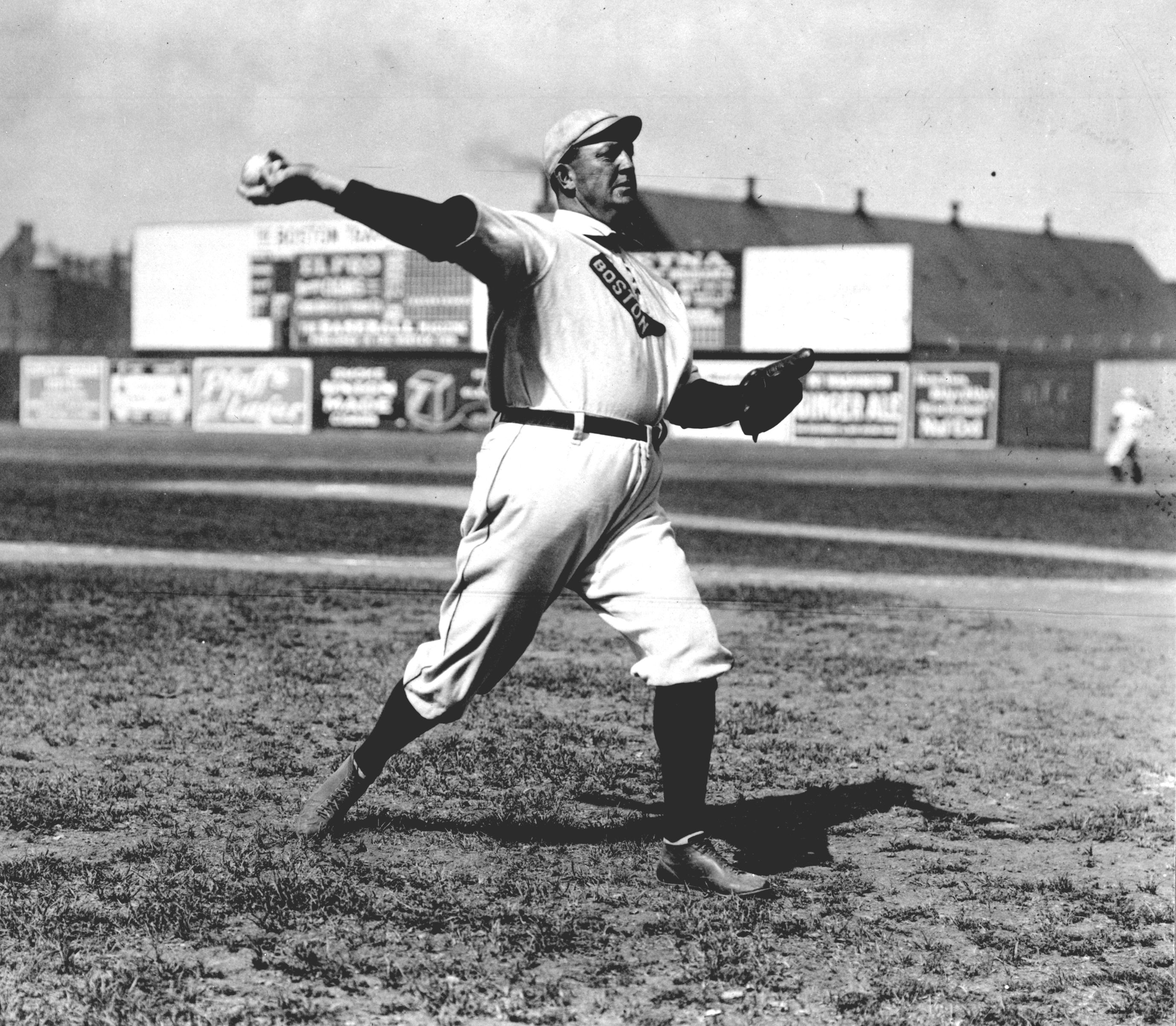
Le lanceur droitier Cy Young a lancé 749 matchs complets de 1890 à 1911.

Au baseball, un match complet (noté CG, de l'anglais complete game) est un match lancé entièrement par un lanceur partant, sans l'aide d'un lanceur de relève.
Un lanceur qui accomplit la chose est crédité d'un match complet dans ses statistiques, que la rencontre se solde pour lui par une victoire ou une défaite. Il peut donc arriver que les deux partants soient crédités d'un match complet lors d'une même partie.
Le record pour le plus grand nombre de matchs complets en carrière dans les Ligues majeures de baseball appartient à Cy Young, avec 749. Le record pour une seule saison est de 75, par Will White en 1879. À l'époque où ces lanceurs évoluaient, le recours à un releveur était rare et les départs par les lanceurs partants étaient beaucoup plus nombreux que de nos jours. Les chances que ces records soient un jour battus sont par conséquent presque nulles, à moins d'un profond changement dans la manière dont le baseball moderne est joué.
Le leader dans les matchs complets parmi les lanceurs présentement en activité dans les majeures est le droitier Roy Halladay, qui en compte 66 après la saison régulière 2012.
Le match complet peut aussi être un blanchissage si le lanceur est au monticule durant la partie entière et n'accorde aucun point à l'équipe adverse.